# Castell (Bawaria)
Castell – miejscowość i gmina w Niemczech, w kraju związkowym Bawaria, w rejencji Dolna Frankonia, w regionie Würzburg, w powiecie Kitzingen, wchodzi w skład wspólnoty administracyjnej Wiesentheid. Liczy 818 mieszkańców (31 grudnia 2011).

## Dzielnice
W skład gminy od 1977 wchodzą następujące dzielnice: Greuth, Wüstenfelden oraz Castell.

## Historia
Miejscowość została wymieniona już w 812 jako jeden z majątków klasztoru Münsterschwarzach. Nazwa pochodzi od łac. castellum – zamek, i jest jedną z niewielu miejscowości w Niemczech, która już w bardzo wczesnym średniowieczu posiadała zamek. W 1091 wieś dostała się w dziedziczne władanie rycerza Ruperta z Castello (de Castello), przodka rodu Castellów i pozostała majątkiem rodzinnym w prostej linii po mieczu do dziś dnia – w 22 generacji. W 1266 bracia Henryk i Herman Castellowie podzielili wieś na dwie połowy, część wokół zamku na tzw. Schlossbergu i drugą wokół dolnego zamku na tzw. Herrenbergu. W latach 1321–1328 dolna wieś przeszła w drodze zastawu do Hohenzollernów, burgrabiów Norymbergi i ich potomków margrabiów z Ansbach. W czasie buntu chłopów w 1525 oba zamki zostały spalone, odbudowano po jakimś czasie tylko górny zamek Castellów, później powiększony i upiększony w stylu baroku na początku XVII w. W 1684 r. hrabia Wolfgang Dietrich zu Castell wykupił od Hohenzollernów ich część wsi i wybudował tam w latach 1686–1691 nową barokową rezydencję, do dziś dnia siedzibę jego potomków. W 1774 powstał "Hrabiowski Bank Kredytowy Castellów", który jako jeden z niewielu prywatnych banków w RFN istnieje do tej chwili. W 1806 posiadłości Castellów zostały w drodze mediatyzacji włączone do Królestwa Bawarii.

## Gospodarka
Głównymi pracodawcami w Castell są Fürstlich Castell'sche Bank, Credit-Kassa KGaA, wielkie winnice książęce oraz cztery mniejsze winnice znajdujące się w rękach chłopskich. Rozwinięte są także usługi turystyczne i gospodarka leśna oraz rolna.

## Zabytki
- barokowy pałac książęcy z końca XVII wieku
- wieża zamkowa na Schlossbergu, jedyna pozostałość dawnego gotycko-renesansowego zamku
- kościół ewangelicki pw. św. Jana (St. Johannis), barok i klasycyzm, 1784–1788
- zameczek na Górze Kościelnej (Kirchbergschlösschen), gotyk, XVI w.